# كروز كارباخال
كروز كارباخال (بالإسبانية: Cruz Carbajal)‏ مواليد 3 مايو 1974 في ولاية فيراكروز، المكسيك، هو ملاكم محترف مكسيكي معتزل يصنف ضمن فئة وزن الريشة. حقق بطولة منظمة الملاكمة العالمية.

## إحصائيات
خاض خلال مسيرته 59 نزالا، فاز في 29 وتعادل في 2 وخسر في 18. فاز بالضربة القاضية في 25 نزالا.

## روابط خارجية
- كروز كارباخال على موقع بوكس ريك (الإنجليزية) (registration required)